# Kingsey Falls
Kingsey Falls é uma cidade localizada na província de Quebec no Canadá.